# Niura Bellavinha

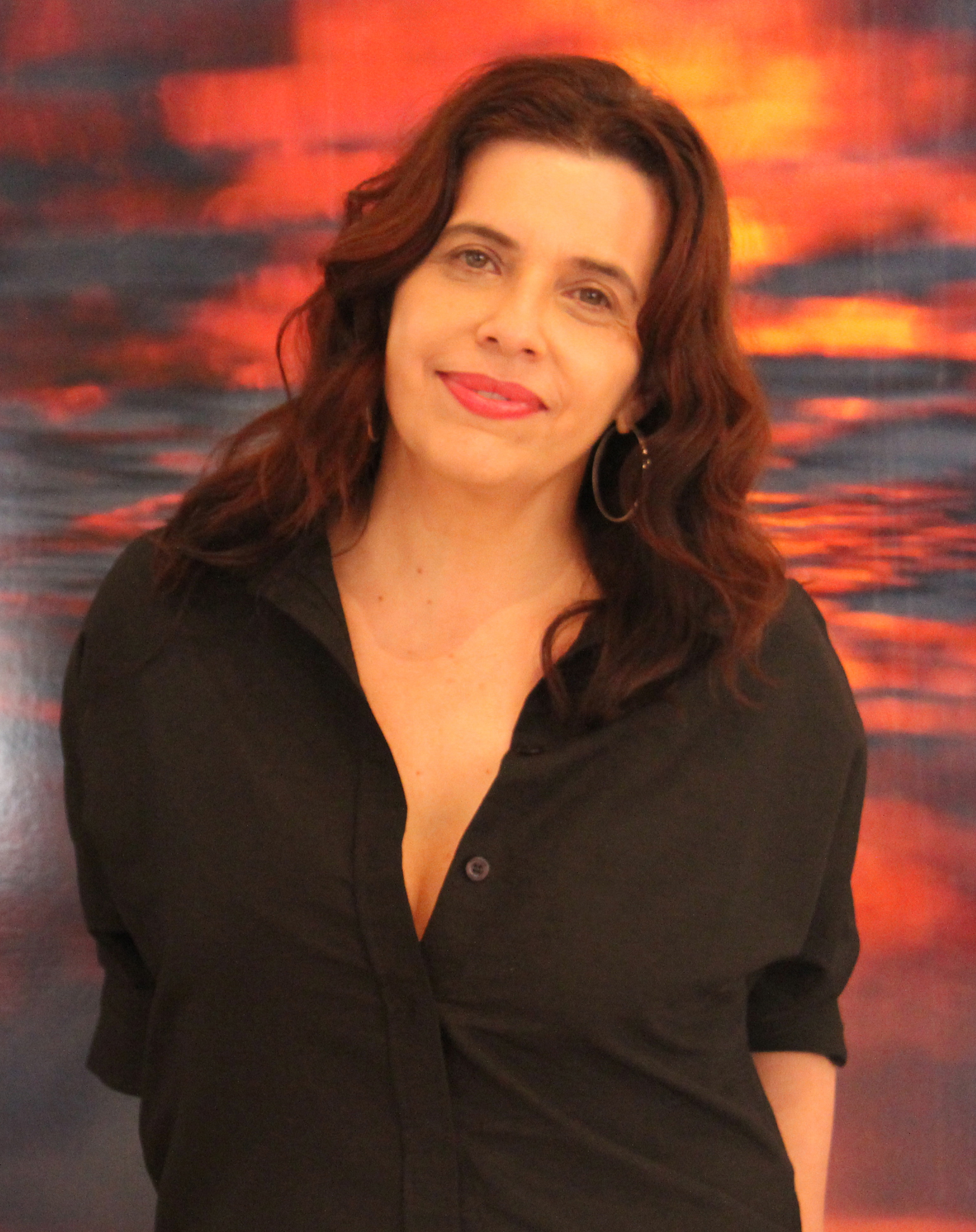
Niura Bellavinha

Niura Machado Horta Bellavinha (Belo Horizonte, Minas Gerais, 1962) é uma pintora brasileira. 

## Biografia
Frequentou o curso livre de artes da Escola Guignard (UEMG), em Belo Horizonte a partir dos 13 anos. Mais tarde pós graduou-se em Pintura, Litografia e Fotografia. 
Participou de oficinas de Gravura, estudou Antropólogia  e Estética  na Universidade Federal de Minas Gerais. Foi artista convidada por Amílcar de Castro para o Núcleo Avançado de Artes. E por Lotus Lobo para a Casa Litográfica. Na década de 1980  ainda em formação na Escola Guignard, realizou performances com o grupo Pagú onde foi diretora de arte, e participou com Performance da 18ª Bienal Internacional de São Paulo, como artista convidada. Ainda na década de 1980 viajou por vários países da Europa, vivendo em Madrid e Londres onde frequentou Cursos e Ateliers de artistas. Na mesma década estudou na Parsons School Of Design, em Nova York. Em 1994 representada por Subdistrito, (SP) e Galeria Millan (SP), participou da  Bienal Internacional de São Paulo com Pintura. Na mesma década 1ª Bienal do Mercosul (1995); 1ª Bienal de Pintura de Cuenca. Nos anos 2000 convidada para  5ª e 10ª Bienal do Mercosul. Em 2010 e 2014 participou da 4ª e 6ª Biwako Biennale, Japão. 
Na década de 1990 foi convidada a orientar curso de Pintura da Escola Guignard. Em 2003 durante 6 meses ministrou workshop na Escola de Artes Visuais do Parque Lage, workshop in progress paralelo a Exposição "Atelier em Movimento - SABARÁ Mangueira, dentro do Projeto Zona Instável. 

## Técnica
Niura pesquisa cores e tempo usando os mais vários elementos dentre eles os naturais, explorando as características e possibilidades ligadas a água, terra e meteoritos associados a uma reflexão pessoal de como dar forma as suas ideias . A artista criou um tom de vermelho próximo ao Infra Vermelho, marca inconfundível de uma fase que "trata-se de uma Região pra onde sempre retorno". 
O azul é geralmente usado em forma de pigmento puro, pedras moídas e demais cores extraídas de pigmentos de altíssima qualidade encontrados in natura nas Minas Gerais. 
Desenvolveu uma técnica própria onde usa de pinceladas largas e sobrepostas aplicando depois jatos de água e ar comprimido de alta pressão sobre a tinta ainda fresca. Criando espaços translúcidos e revelando o branco da tela, ela nunca usa pigmento e tinta Branca. Entende a pintura a partir da fotografia, da gravura e do cinema onde "o branco é o papel ou a luz". 

## Exposições
Participando há mais de vinte anos de exposições no Brasil e no exterior, sua obra está presente em diversas coleções, como IFF Ribeirão Preto, Itaú Cultural SP, MAC USP, MAC Niterói, MAP, Museu da Pampulha, Coleção Gilberto Chateaubriand - MAM Rio de Janeiro, Museu de Arte Moderna - São Paulo e o Centro de Arte Contemporânea de Inhotin, Minas Gerais.

### ExposiçãoEm Torno da Luz

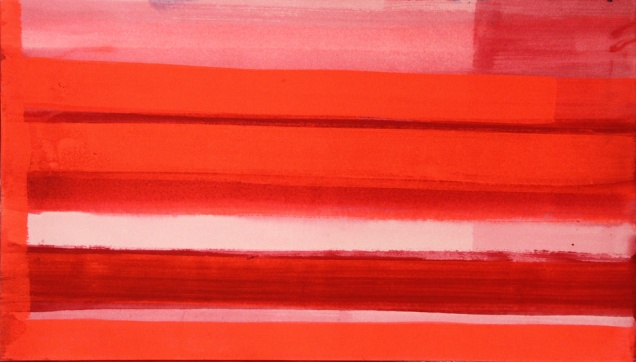
A montaha virando mar, 2011

Na exposição “Em torno da Luz” a artista Niura Bellavinha apresentou seu primeiro media metragem, tendo como título “NháNhá”. O filme foi projetado em uma parede de 19 metros. O media metragem mostra ao observador o processo da pintura “a nova obra volta a explorar situações onde o ar torna-se suporte do pigmento, no caso a poeira – enquanto pigmento seco – que junto com a luz, transforma-se em pintura efêmera, poética e trágica.”.
“NháNhá” foi um apelido usado no Brasil pelas mucamas. Niura transforma o olhar do observador e sua relação com a pintura quando se desvia das usuais e comuns telas, tintas e pincéis e da corpo a sua arte por outros meios. A artista utiliza a ideia transmitida a partir da poeira que atravessa e atinge as cidades mineiras, que sofrem com as ações de mineradoras. No trecho abaixo, que faz parte de uma entrevista concedida pela artista ao site oifuturo.org.br, podemos perceber como Bellavinha concebeu a ideia inicial de NháNhá:

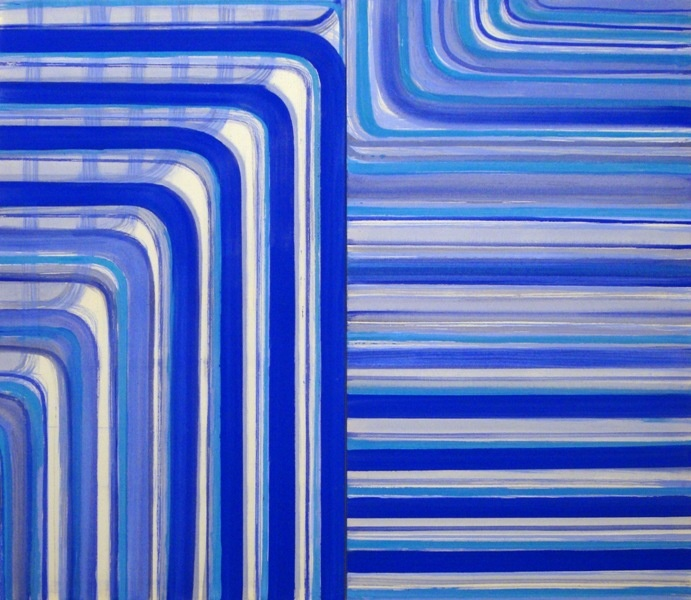
Fluidos e fixos - correnteza 2 (díptico), 2010

"A ideia do filme nasceu a partir de uma viagem que fiz para a cidade de Ferros com a minha família. Foram dias de transtorno e reflexão sobre a pintura. Mergulhei em poesias de Carlos Drummond e me encantei com essa pequena cidade”, revela a artista, nascida em 1962. “Durante a viagem, vi a poeira vermelha tomar conta das casas e do asfalto. Tudo era ‘ruivo’, até as famílias que apareciam na beira da estrada. Nessa mostra, reúno um pouco o fascínio que essa viagem e as pessoas exerceram sobre mim. É também um trabalho com viés social, porque denuncia o descaso e fala sobre resistência. Não poderia ser de outra forma, porque, afinal, a minha arte vem do outro; é um bálsamo e um veneno".
Podemos perceber em NháNhá a apropriação do espaço pela artista, que vai adquirindo elementos para as suas pesquisas, a partir do que observa. 

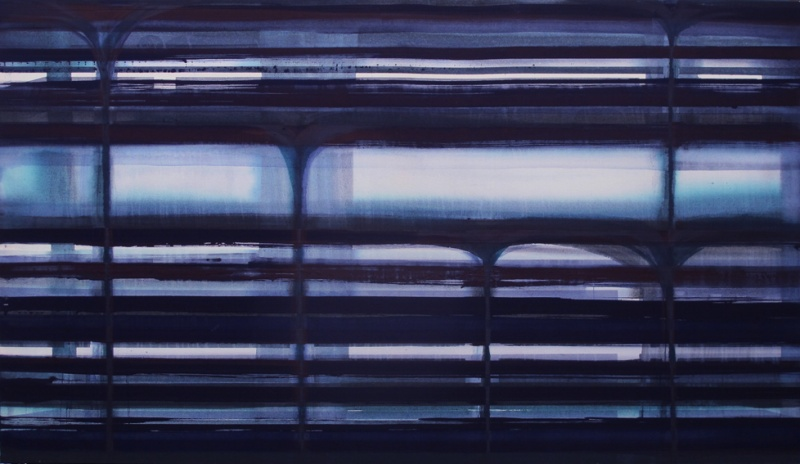
Tramando pintura 8 - Ipanema, 2012